# Forêts et étangs du Bambois
Forêts et étangs du Bambois este o arie protejată (sit de importanță comunitară — SCI) din Franța întinsă pe o suprafață de 103 ha, integral pe uscat.

## Localizare
Centrul sitului Forêts et étangs du Bambois este situat la coordonatele 47°57′15″N 6°48′07″E / 47.95417°N 6.80194°E.

## Înființare
Situl Forêts et étangs du Bambois a fost declarat arie specială de conservare în baza directivei 92/43 din 1992 referitoare la conservarea habitatelor naturale și a faunei și florei sălbatice pentru a proteja 2 specii de animale.

## Biodiversitate
Situată în ecoregiunea continentală, aria protejată conține 15 habitate naturale: Râuri cu maluri nămoloase cu vegetație de Chenopodion rubri p.p. și Bidention p.p., Fânețe montane, Mlaștini turboase de tranziție și turbării mișcătoare, Păduri de fag Luzulo-Fagetum, Păduri aluvionare cu Alnus glutinosa și Fraxinus excelsior (Alno-Padion, Alnion incanae, Salicion albae), Pajiști uscate europene, Pante stâncoase silicioase cu vegetație casmofită, Păduri de stejar și carpen Galio-Carpinetum, Liziere de ierburi înalte hidrofile de câmpie și de nivel montan până la alpin, Roci stâncoase cu vegetație pionieră de Sedo-Scleranthion sau Sedo albi-Veronicion dillenii, Păduri pe pante, grohotișuri și ravene de Tilio-Acerion, Formațiuni ierboase bogate în specii de Nardus, dezvoltate pe substraturi silicioase în zone montane (și în zone submontane, în Europa continentală), Păduri de fag Asperulo-Fagetum, Păduri acidofile de stejar bătrân cu Quercus robur pe câmpii nisipoase, Grohotișuri silicioase de la nivelul montan până la nivelul zăpezii (Androsacetalia alpinae și Galeopsietalia ladani).
La baza desemnării sitului se află mai multe specii protejate:
- amfibieni (1): triton cu creastă (Triturus cristatus)
- pești (1): zglăvoacă (Cottus gobio)

Pe lângă speciile protejate, pe teritoriul sitului au mai fost identificate 9 specii de plante, 4 specii de păsări, 3 specii de amfibieni, 1 specie de mamifere.